# Де Лион Спрингс (Флорида)
Де Лион Спрингс (енгл. De Leon Springs) насељено је место без административног статуса у америчкој савезној држави Флорида.

## Демографија
По попису из 2010. године број становника је 2.614, што је 256 (10,9%) становника више него 2000. године.
| Група             | 2000.         | 2010.         |
| Белци             | 1.264 (53,6%) | 1.252 (47,9%) |
| Афроамериканци    | 162 (6,9%)    | 152 (5,8%)    |
| Азијати           | 7 (0,3%)      | 26 (1,0%)     |
| Хиспаноамериканци | 898 (38,1%)   | 1.158 (44,3%) |
| Укупно            | 2.358         | 2.614         |